# Oscar Leeuw

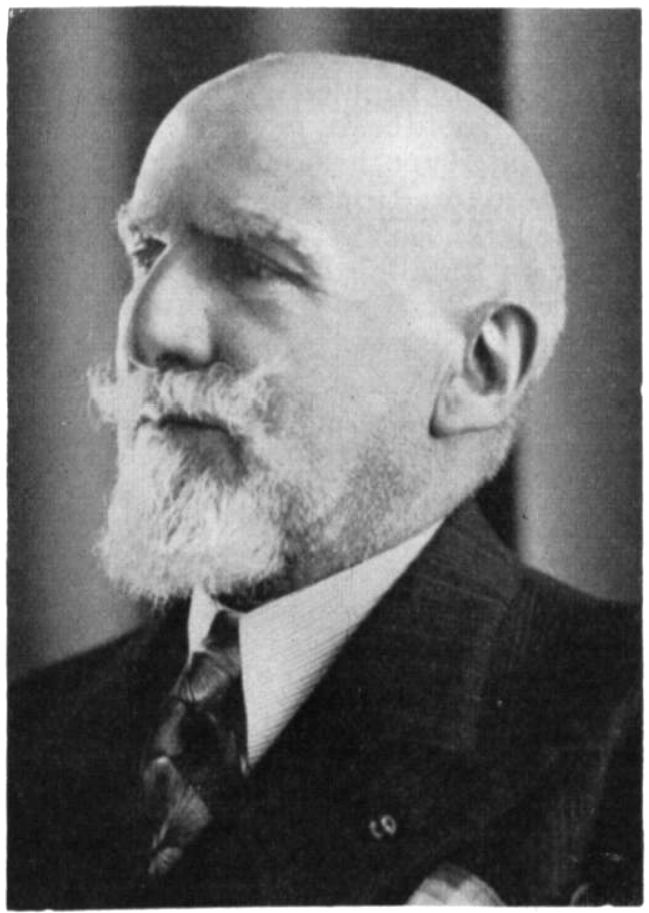
Oscar Leeuw, 1938

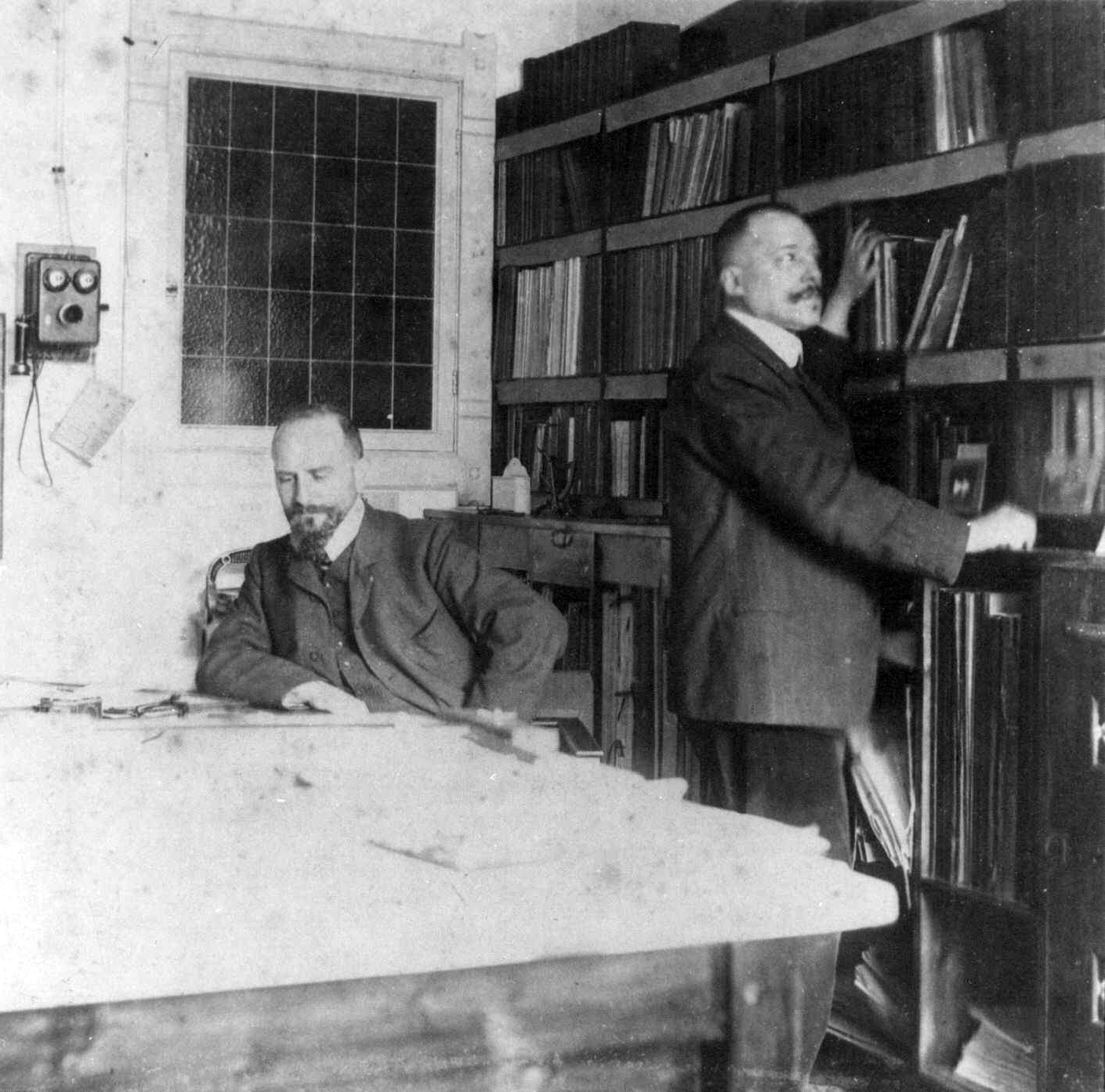
Oscar (links) und Henri Leeuw in ihrem Architekturbüro (um 1910)

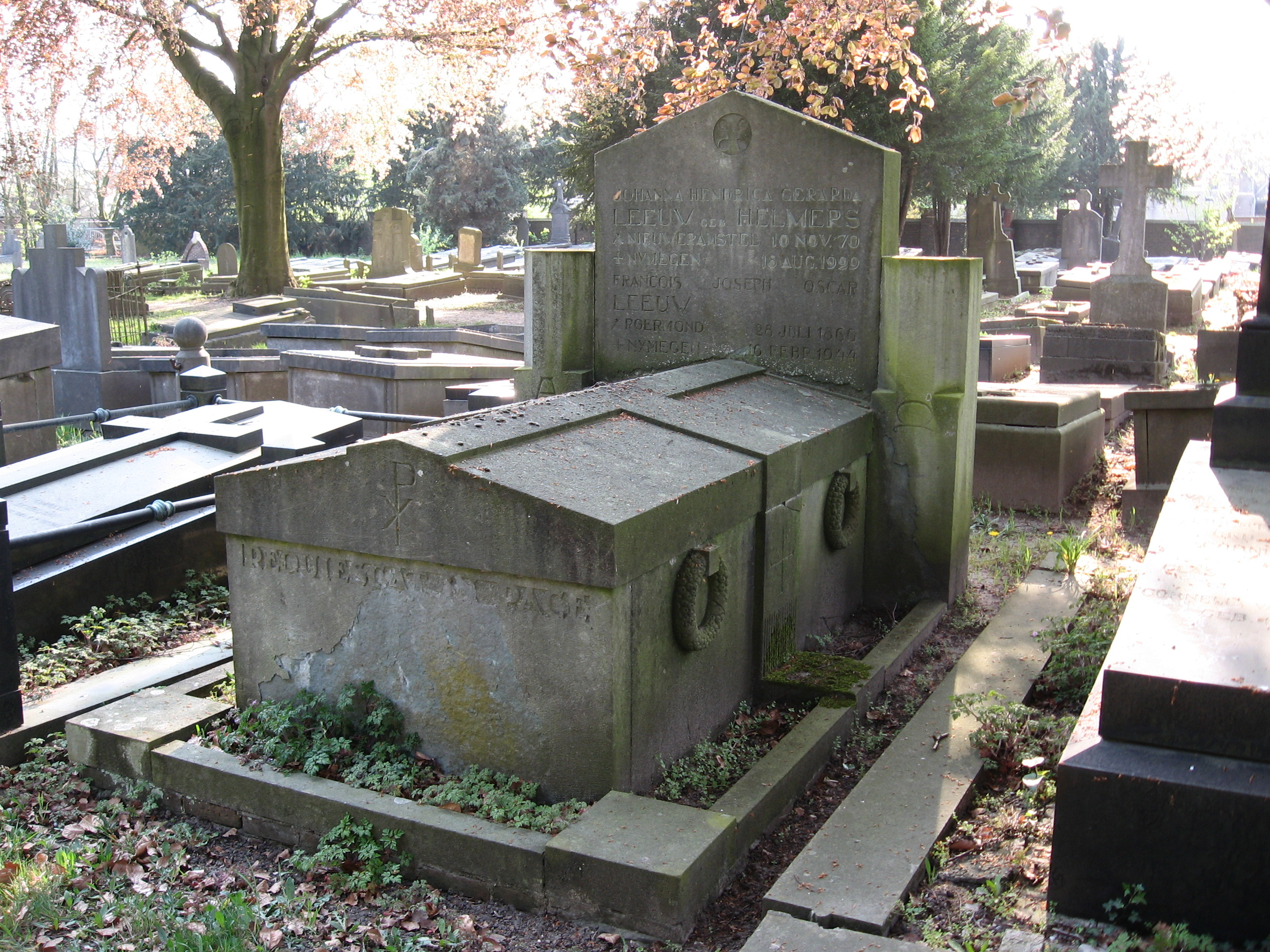
Familiengrab der Leeuws in Nijmegen
(Zustand 2008)

François Joseph Oscar Leeuw, meist vereinfacht Oscar Leeuw, (* 28. Juli 1866 in Roermond; † 16. Februar 1944 in Nijmegen) war ein niederländischer Architekt.

## Leben
Leeuw war ein Sohn des Bildhauers Henri Leeuw sr. (1819–1909), sein älterer Bruder Henri Leeuw jr. (1861–1918) war Maler und Bildhauer. Von 1879 bis 1883 besuchte er die Höhere Bürgerschule, danach die Zeichenschule in Roermond. Ab 1885 arbeitete er mehrere Jahre lang mit dem Roermonder Stadtarchitekten Jan Jacob Weve (1852–1942) zusammen. Von 1891 bis 1900 war Leeuw als Zeichenlehrer an der städtischen Höheren Bürgerschule in Nijmegen tätig. 1898 war er zusammen mit seinem Bruder Henri für die künstlerische Gestaltung der historischen Parade anlässlich der Amtseinführung von Königin Wilhelmina verantwortlich. Anschließend machte er sich als Architekt selbständig. Er entwarf mehrere Villen und Herrenhäuser in Nimwegen, wobei sein Bruder Henri für die Dekoration zuständig war. 1905 heiratete er Anna Helmers. Am Graafseweg errichtete er ein modernes Haus für sich und seine Familie, in dem er mit seiner Frau, seinem Vater, seinem Bruder und seiner Schwester lebte und in dem sich sein Architekturbüro befand. 1925 zog Leeuw zusammen mit seiner Frau und seiner unverheirateten Schwester in die Villa Osanshoeve am Sophienweg in Nimwegen. Die Villa wurde im Zweiten Weltkrieg von den deutschen Besatzern beschlagnahmt. Oscar erlebte das Ende der Besatzungszeit nicht mehr mit, er starb 1944 und wurde auf dem Friedhof Daalseweg bestattet.

## Werk
Zu Beginn seines Schaffens baute Oscar Leeuw im Stiel der Nieuwe Kunst („Neue Kunst“), der niederländischen Form des Jugendstils. Zwischen 1910 und 1920 entwickelte er einen expressionistischen Stil. Die Nieuwe Synagoge (Nijmegen, 1912), das Concertgebouw de Vereeniging (1914), die Nijmeegsche Bankvereeniging Van Engelenburg & Schippers (1920) und das Rijksmuseum G.M. Kam (1920) gehören zu den Höhepunkten dieser Schaffensperiode. Danach wurde er zunehmend eklektizistischer. Die Villen und Herrenhäuser von Leeuw zeichnen sich durch charakteristischen Ornamente und durch ein reichhaltiges und abwechslungsreiches Design aus, das in hohem Maße Kuppeln, Türme, Pavillons, Erker und Veranden verwendete. Oscar Leeuw hatte gute Verbindungen zu wohlhabenden Geschäftsleuten, Industriellen und Bankiers. Ein wichtiger Kunde wurde die Warenhauskette Vroom & Dreesmann. Leeuw wurde zum festen Hausarchitekten des Unternehmens ernannt und erhielt den Auftrag, Warenhäuser in allen größeren Städten im Südosten der Niederlande zu entwerfen. So entstanden neben dem 1924 entworfenen, im Zweiten Weltkrieg zerstörten Warenhaus in Nimwegen auch die Kaufhäuser in Venlo, ’s-Hertogenbosch, Heerlen, Eindhoven und Tilburg. Neben Villen und Warenhäusern entwarf Leeuw auch eine Reihe von Fabrikgebäuden wie den Honigcomplex (1922–1944 in Nimwegen), die Teppichfabrik Bergoss mit der Villa Bergoss (1918/1919 in Oss) und das Fabrikgebäude der N.V. Automatic Screw Works (1918 in Nijmegen). Ab 1920 wurde der Stil von Oscar Leo unpersönlicher und weniger erkennbar. Viele seiner Gebäude wurden inzwischen zu Rijksmonumenten („Reichsmonumente“ im Sinne von Nationaldenkmälern) oder Gemeentelijke Monumenten („Gemeindemonumente“) ernannt.

## Auswahl seiner Bauten
| Ort                         | Gebäude                                                                  | Baujahr   | Anmerkungen | Bild |
| --------------------------- | ------------------------------------------------------------------------ | --------- | --- | ---- |
| Ubbergen                    | Villa „Dennenheuvel“, Rijksstraatweg 46                                  | 1899–1900 | Rijksmonument 522013 |      |
| Nijmegen                    | Molenstraat 94                                                           | 1900–1900 | Gemeindemonument 0268/1034 Haus mit Jugendstilmerkmalen |      |
| Nijmegen                    | Winkelhuis „Malmberg“, St. Jorisstraat (heute: Derde Walstraat)          | 1900–1900 | Im Zweiten Weltkrieg zerstört |      |
| Berg en Dal-Beek            | Villa „Margot“, Rijksstraatweg 72                                        | 1901–1901 | Wohngebäude eines Bauerngehöfts mit Jugendstilfassade; Mischung aus Englischem Landhaus- und Jugendstil |      |
| Berg en Dal-Beek            | Villa, Ravensberg 8                                                      | 1901–1901 | |      |
| Berg en Dal-Beek            | Villa „Kastanjeoord“, Ravensberg 14                                      | 1901–1905 | |      |
| Mook en Middelaar-Molenhoek | Jagdschloss De Mookerheide, Heumensebaan 18                              | 1902–1905 | Jugendstil mit mozarabischen und altägyptischen Einflüssen in den Verzierungen der Fassade. Gemeinschaftsprojekt mit seinem Bruder Henri Leeuw jr. - Rijksmonument 522659 (Jagdschloss) - Rijksmonument 522660 (Teile des Aufbaus) - Rijksmonument 522661 (Mauern mit Treppe) - Rijksmonument 522662 (kleine Brücke) - Rijksmonument 522663 (Wildkeller) - Rijksmonument 522664 (Gewächshaus) - Rijksmonument 522665 (Gartenanlage)- - Rijksmonument 522666 (Obstmauer) - Rijksmonument 522667 (Gewächshaus). |      |
| Berg en Dal-Beek            | Villa „Salvé“, Ravensberg 4                                              | 1903–1903 | |      |
| Berg en Dal-Beek            | Villa „Zonneheuvel“, Ravensberg 2                                        | 1904–1904 | |      |
| Nijmegen                    | Villa „The Corner“, 2e Oude Heselaan 522                                 | 1903–1903 | Jugendstilvilla Gemeindemonument 0268/1655 |      |
| Nijmegen                    | Graafseweg 58a/60                                                        | 1905–1905 | Art déco; selbst genutztes Gebäude mit Büro im Souterrain und Wohnung im Aufgehenden |      |
| Nijmegen                    | „Hotel du Soleil“, Graafseweg 35                                         | 1905–1910 | Anbau |      |
| Nijmegen                    | Villa „Sonnewyck“, Berg en Dalseweg 125                                  | 1905–1910 | Gemeindemonument 0268/649 |      |
| Nijmegen                    | Van Welderenstraat 100–104                                               | 1909–1909 | Jugendstil Gemeindemonument 0268/2027 Ehemalige Garage L.A. Moll |      |
| Nijmegen                    | Prins Bernhardstraat 1 + Oranjesingel 51                                 | 1908–1909 | Rijksmonument 523024 Wohnhaus von Lambertus Cornelis van Engelenburg |      |
| Nijmegen                    | Stadtvilla, Bijleveldsingel 29, 31, 33 und 35                            | 1910–1910 | Art déco |      |
| Beuningen                   | Villa „Vinckendael“, Van Heemstraweg 58                                  | 1910→1910 | Jugendstil/Neorenaissance Rijksmonument 523170 |      |
| Nijmegen                    | Villa Salatiga, Sterreschansweg 77                                       | 1910–1911 | Rijksmonument 522978 (Villa) Rijksmonument 522979 (Teekuppel) Rijksmonument 522980 (Treibhaus) Rijksmonument 522981 (Toreinfahrt) |      |
| Berg en Dal-Beek            | Villa, Ravensberg 1                                                      | 1911–1912 | |      |
| Beneden-Leeuwen             | Villa „Quisisana“, Zandstraat 81                                         | 1911–1912 | Rijksmonument 523085 |      |
| Nijmegen                    | Villa De Westerhelling, Sophiaweg 4                                      | 1912–1912 | Jugendstil/Eklektizismus Rijksmonument 523040 |      |
| Nijmegen                    | Nieuwe Synagoge, Gerard Noodtstraat 21                                   | 1913–1913 | Heute Naturmuseum Rijksmonument 523060 |      |
| Nijmegen                    | Concertgebouw de Vereeniging, Keizer Karelplein 2D                       | 1914–1915 | Art déco Rijksmonument 523000 |      |
| Nijmegen                    | Villa „De Zandkuil“, Berg en Dalseweg 379                                | 1915–1915 | |      |
| Nijmegen                    | Fabrikgebäude der N.V. Automatic Screw Works, Groenestraat               | 1918–1918 | |      |
| Oss                         | Geschäftsgebäude der Teppichfabrik Bergoss, Bram van den Berghstraat 22  | 1918–1919 | Rijksmonument 516594 |      |
| Nijmegen                    | Museum Kam, Kamstraat 45                                                 | 1919–1922 | Im Auftrag des Unternehmers Gerard Marius Kam Eklektizismus Rijksmonument 522950 (Hauptgebäude) Rijksmonument 522951 (Conciergewohnung) Rijksmonument 522952 (Einfriedung) |      |
| Nijmegen                    | Nijmeegsche Bankvereeniging Van Engelenburg & Schippers, Hertogstraat 68 | 1920–1921 | Jugendstil |      |
| Nijmegen                    | Honigcomplex, Waalbandijk 20–22                                          | 1920–1944 | Art déco |      |
| Nijmegen                    | Jüdischer Friedhof, Postweg 62                                           | 1921–1921 | Rijksmonument 522935 (Friedhofsanlage) Rijksmonument 522936 (Bebauung) |      |
| Nijmegen                    | Villa, Paijensweg 7                                                      | 1923–1923 | |      |
| Nijmegen                    | Villa „Berg en Eik“ (heute: Villa „Marie-Louise“), Eversweg 4            | 1923–1924 | Rijksmonument 522922 (Villa) Rijksmonument 522923 (Garage) Rijksmonument 522924 (Teekuppel) Rijksmonument 522925 (Toreinfahrt) |      |
| Nijmegen                    | Warenhuis Vroom & Dreesmann, Grote Markt 3                               | 1923–1924 | 1944 durch Bombardierung zerstört |      |
| Nijmegen                    | Villa „Osan's-Hoeve“, Sophiaweg 73                                       | 1925–1925 | Eigenes Wohnhaus |      |
| Nijmegen                    | Villa, Louiseweg 15                                                      | 1926–1926 | |      |
| Nijmegen                    | Grote Markt 30                                                           | 1926–1926 | Umbau für W. Heydt |      |
| Nijmegen                    | Villa, Lindenlaan 4                                                      | 1927–1927 | |      |
| Nijmegen                    | Villa, Kwakkenbergweg 39                                                 | 1927–1927 | |      |
| Nijmegen                    | Villa, Kwakkenbergweg 82                                                 | 1929–1929 | |      |
| Eindhoven                   | Warenhaus Vroom & Dreesmann, Vrijstraat 11                               | 1928–1930 | |      |
| Venlo                       | Warenhaus Vroom & Dreesmann, Vleesstraat 32A                             | 1929–1930 | Art déco |      |
| ’s-Hertogenbosch            | Warenhaus Vroom & Dreesmann, Schapenmarkt 4                              | 1929–1931 | Expressionismus Rijksmonument 522519 |      |
| Nijmegen                    | Villa „De Berken“, Theresiaweg 6                                         | 1930–1930 | |      |
| Tilburg                     | Warenhaus Vroom & Dreesmann, Heuvelstraat 33                             | 1933–1934 | |      |
| Tilburg                     | Palast-Rathaus, Stadhuisplein 128                                        | 1934–1936 | Eklektizismus Rijksmonument 35745 Grundlegende Renovierung des ehemaligen Palastes von König Willem II. |      |

## Schriften
- Hendri Leeuw und Oscar Leeuw: Album van winkelpuien: verzameling van 100 practische ontwerpen. Cohen, Nijmegen/Arnhem 1898.